# 新疆文化促进会
新疆文化促进会1935年起在新疆先后成立的各族文化促进会的统称。
1934年盛世才在新疆建立新疆民众反帝联合会（反帝会）后施行“反帝、亲苏、和平、建设、民主、清廉”六大政策。根据六大政策的方针指导，反帝会先后成立了12各民族的9个文化促进会。其中包括：维吾尔族文化促进会（维文会）、汉族文化促进会（汉文会）、新疆回族文化促进会（回文会）、哈萨克、柯尔克孜族文化促进会（哈柯文会）、锡索满族文化促进会（满文会）、归化族文化促进会（俄罗斯族文化促进会，俄文会）、乌孜别克族文化促进会（乌文会）、塔塔尔族文化促进会（塔文会）、新疆蒙古族文化促进会（蒙文会）。
1937年，全疆共有各族文化促进会104个。其中16个区分会、60个县分会、23个支会。1940年全疆文化促进会达295个、49个俱乐部、31个歌舞剧团。各个文化促进会在反帝会的领导下主要任务包括发展本民族文化、发展教育事业、参与文化活动、进行抗战宣传、募集支前物资等。但在后期出现了相互分化的情况，甚至成为造成民族冲突的工具，比如1947年的“二二五”流血事件。1949年后，大部分文化促进会并入新疆保卫和平民主同盟。其任务由后成立的文化行政部门和文艺团体如文联代替。各文化促进会聚集和团结了各民族的知识分子、精英阶层、青年学生和普通群众，所有文促会的管理人员均是逐级选举产生，各级文促会的活动经费主要是通过自筹和捐献。
1936年，仅维文会、哈柯文会、回文会及蒙文会在全疆新建学校2235所，学生143592人。也有说法称同时期会立学校1055所，学生59949人。